# Bridie Carter
Bridie Carter (født 18. december 1970) er en australsk skuespillerinde, der bedst er kendt for sin rolle i McLeod's Daughters som Tess Silverman McLeod. Hun blev født i Melbourne som den ældste af tre, hun har 2 yngre brødre. Carter blev uddannet på ”National Institute of Dramatic Art” (NIDA) i 1994.  Sent i 2005 forlod Carter McLeod's Daughters for at fokusere mere på sit privatliv, da hun den maj 2004 giftede sig med tøj designeren Michael Wilson, og den 4. marts 2005 fødte hun sønnen Otis Wilson .
I november, 2007, sagde Bridie i et interview at hun: "overhovedet ikke blev overrasket " (da serien fik øksen), og "hun ikke ville spolere McLeod's, men ikke alt var hvad det så ud til. Jeg synes det er underligt at der ikke er en eneste at de originale skuespillere tilbage. Måske skulle de havde prøvet at fokuserer mere om at beholde folk" . 
Den 24. november, 2007, fortalte Carter til “News Limited” åbenhjerteligt om sin historie som alkoholiker.. hun fortalte også at hun havde været ædru i 11 år, og at ”alle har en historie at fortælle – vi bliver påvirket af de samme ting. Min historie er ikke så unormal endda" 
Bridie var med i den australske version af Vild med Dans der kørte fra den 25. september, 2007 – 27. november, 2007, hvor hun dansede sammen med den professionelle danser Craig Monley. Den 27. november vandt Craig og hun trofæet, efter en flot sæson .

## Fodnoter
1. ↑  Australian Television: Mcleod's Daughters: articles
2. ↑  "Dancing Bridie bags McLeod's | News.com.au". Arkiveret fra originalen 29. november 2007. Hentet 29. november 2007.
3. ↑  "Bridie Carter tells of alcohol battle | NEWS.com.au". Arkiveret fra originalen 25. november 2007. Hentet 25. november 2007.
4. ↑  Australian Television: Mcleod's Daughters: articles